# Акпаток (острво)

Острво Акпаток (енгл. Akpatok Island) је једно од острва у канадском арктичком архипелагу, у заливу Унгава. Острво је у саставу Нунавута, канадске територије. 
Површина износи око 903 km².
Острво је ненасељено.